# La Massaï blanche
Pour plus de détails, voir Fiche technique et Distribution.
La Massaï blanche (titre original : Die weisse Massai) est un film allemand sorti en  2005 réalisé par Hermine Huntgeburth et inspiré d’une histoire vraie tirée du livre à succès de Corinne Hofmann.

## Synopsis
Carola et Stefan, un couple suisse, sont en voyage au Kenya. Au cours d'une excursion, elle aperçoit sur le bateau voisin, Lemalian, guerrier Massaï. Elle tombe amoureuse, quitte l'homme de sa vie et fait tout pour retrouver le séduisant jeune homme. Commence alors pour Carola une nouvelle vie au cœur d'une tribu africaine.

## Fiche technique
- Titre : La Massaï blanche
- Titre original : Die weisse Massai
- Réalisation : Hermine Huntgeburth
- Scénario : Johannes W Betz, Hermine Huntgeburth, Günter Rohrbach, Ruth Toma
- Production : Constantin Film Produktion - Bayerischer Banken-Fonds
- Compositeur : Niki Reiser
- Photographie : Martin Langer
- Montage : Eva Schnare
- Son : André Bendocchi-Alves
- Décors : Uwe Szielasko
- Direction artistique :
- Costumes : Maria Dimler
- Maquillage : Gregor Eckstein
- Casting : An Dorthe Braker
- Pays d'origine : Allemagne
- Format : Couleur
- Genre : Drame romantique
- Durée : 130 minutes
- Date de sortie : 2005 (Allemagne)

## Distribution
- Nina Hoss : Carola Lehmann
- Jacky Ido : Lemalian
- Katja Flint : Elisabeth
- Antonio Prester : Le père Bernardo
- Janek Rieke : Stephan
- Helen Namaso Lenamarken : La mère de Lemalian
- Damaris Itenyo Agweyu : Asma
- Barbara M Ahren : La mère de Carola
- Robert Dölle : Frank

## Autour du film
Le film est inspiré de l’histoire autobiographique de Corinne Hofmann. Elle commence en 1986 et se termine en 1990 quand elle retourne en Suisse avec sa fille, ne pouvant plus supporter ses conditions de vie. Elle écrit un livre où elle relate son expérience. Ce livre deviendra le best-seller duquel est tiré le film. L'histoire fut un événement médiatique spectaculaire, deux autres livres ont suivi qui complètent la trilogie.
Le film a été présenté à la première du Festival international du film de Toronto le 14 septembre 2005.  Le lendemain il était diffusé dans les salles de cinéma allemandes. C’est le film qui a connu le plus grand succès commercial en Allemagne en 2005.